# Madeleine Suffel
Madeleine Blanche Suffell dite Madeleine Suffel, née le 26 novembre 1899 à Paris dans le 16e arrondissement et morte le 11 avril 1974 à l'hôpital Laennec de Paris dans le 7e arrondissement, est une actrice de théâtre et de cinéma française.

## Biographie
D'abord actrice de théâtre, elle a, dès le début du parlant, joué au cinéma une quantité considérable de rôles de concierges et de bonnes, chez Sacha Guitry, Pierre Colombier, Marcel Carné et bien d’autres.
En 1951, elle a réchappé à un grave accident d'autocar dans lequel est mort l'acteur Louis Florencie, lors d'une tournée en Espagne .
Morte célibataire à l'âge de 74 ans, elle est inhumée au cimetière des Batignolles (9e division) de Paris au côté de sa mère Georgina Suffell (1882-1963).

## Théâtre
- 1921 : Le Secret des Dieux, drame en 4 actes de Gabriel Imbert, au théâtre Antoine (3 décembre) : une déesse
- 1922 : La Belle Angevine, pièce en 3 actes de Maurice Donnay et André Rivoire, théâtre des Variétés (3 avril)
- 1922 : Ma tante d'Honfleur, comédie-bouffe en 3 actes de Paul Gavault, au théâtre des Variétés (6 juillet) : Gabrielle
- 1923 : La Revue du Vaudeville, revue en 2 actes de Rip, au théâtre du Vaudeville (avril)
- 1923 : La Revue des Capucines, revue en 2 actes de Rip, au théâtre des Capucines (octobre) : la Grivoiserie
- 1924 : Le Tracassin, comédie en 3 actes de Rip, au théâtre de la Potinière (14 ,février) : Isabelle Brouttard
- 1924 : Paris-Sports, revue en 2 actes et 32 tableaux de Rip et Paul Briquet, au théâtre Marigny (mai)
- 1924 : Herriot... ready ?, revue en 1 acte de Rip et Paul Briquet, au Moulin de la Chanson (octobre) : la Muse
- 1925 : P.L.M., opérette en 3 actes de Rip, musique d'Henri Christiné, au théâtre des Bouffes-Parisiens (avril) : la fille de l'aiguilleur
- 1927 : Ketty, boxeur, opérette en 3 actes de Luc Morier, musique de Gaston Gabaroche, au théâtre de la Potinière (2 juin) : le reporter You-You
- 1927 : Comte Obligado, opérette en 3 actes d'André Barde, musique de Raoul Moretti, au théâtre des Nouveautés (décembre) : Mme Poligny
- 1930 : Au temps des valses, opérette de Noël Coward, adaptation française de Saint-Granier, à l'Apollo (avril) : une cocotte
- 1931 : Encore cinquante centimes, opérette en 3 actes d'André Barde, musique de Maurice Yvain et Henri Christiné, création  au théâtre des Nouveautés[5].
- 1933 : Teddy and Partner, pièce en 3 actes d'Yvan Noé, théâtre Michel (19 janvier) : la femme de chambre
- 1935 : Noix de coco, comédie gaie en 3 actes de Marcel Achard, mise en scène Raimu, théâtre de Paris (4 décembre) : Angèle
- 1935 : Les Fontaines lumineuses, comédie en 3 actes de Georges Berr et Louis Verneuil, théâtre des Variétés (8 novembre) : Mlle Éva
- 1938 : Cavalier seul de Jean Nohain et Maurice Diamant-Berger, théâtre du Gymnase
- 1938 : Femmes de Clare Boothe, adaptation Jacques Deval, mise en scène Jane Marnac et Juliette Delannoy, théâtre Pigalle
- 1940 : La Familiale de Jean de Letraz, théâtre de la Michodière
- 1949 : Le Bouillant Achille de Paul Nivoix, mise en scène Robert Dhéry, théâtre des Variétés (février)
- 1953 : La Reine blanche de Pierre Barillet et Jean-Pierre Grédy, mise en scène Jean Meyer, théâtre Michel (10 septembre) : Madame Alice
- 1958 : Coups de pouce, comédie en 3 actes de Bernard Frangin, mise en scène Alfred Pasquali, théâtre des Célestins (24 avril) : Léontine
- 1960 : Mon père avait raison, comédie en 3 actes de Sacha Guitry, mise en scène André Roussin, théâtre des Célestins (2 décembre)
- 1961 : Marie-Octobre de Jacques Robert, mise en scène André Villiers, théâtre en Rond (16 décembre) : Victorine
- 1962 : Mic-mac de Jean Meyer, mise en scène de l'auteur, Théâtre du Palais-Royal, théâtre Daunou (6 septembre) : Mélanie
- 1962 : Noix de coco de Marcel Achard, réalisation Pierre Badel
- 1964 : Les Œufs de l'autruche, comédie en 3 actes de et mise en scène André Roussin, théâtre de la Madeleine (24 avril) : Léonie
- 1969 : Cher Antoine ou l'Amour raté de Jean Anouilh, mise en scène de l'auteur et Roland Piétri, Comédie des Champs-Élysées (2 octobre) : Frida
- 1970 : Ne réveillez pas Madame de Jean Anouilh, mise en scène de l'auteur et Roland Piétri, Comédie des Champs-Élysées (21 octobre) : l'habilleuse
- 1973 : Le Voyageur sans bagage de Jean Anouilh, mise en scène Nicole Anouilh, théâtre des Mathurins (14 septembre) : la cuisinière
- 1973 : Au théâtre ce soir : Marie-Octobre de Jacques Robert, Julien Duvivier, Henri Jeanson, mise en scène André Villiers, réalisation Georges Folgoas, théâtre Marigny

## Filmographie
- 1931 : Pas un mot à ma femme d'André Chotin (court métrage) Marie
- 1931 : Plein la vue d'Edmond Carlus et Nico Lek (court métrage)
- 1932 : Il a été perdu une mariée de Léo Joannon
- 1933 : La Fusée de Jacques Natanson : Loulou
- 1933 : Ça colle de Christian-Jaque
- 1934 : Pour un piano de Pierre Chenal (court métrage)
- 1935 : L'École des cocottes de Pierre Colombier : Amélie
- 1935 : Bonne Chance de Sacha Guitry : la gantière
- 1935 : Les Époux scandaleux de Georges Lacombe : Sylvia
- 1935 : Martha de Karl Anton
- 1935 : Un oiseau rare de Richard Pottier : la baronne Tourtau
- 1936 : Tarass Boulba d'Alexis Granowsky
- 1936 : Le Grand Refrain de Yves Mirande : l'amie d'Yvette
- 1936 : Prends la route ! de Jean Boyer et Louis Chavance : la garde-barrière
- 1936 : Sous les yeux d'Occident ou Razumov de Marc Allégret : la bonne
- 1936 : Trois, six, neuf de Raymond Rouleau
- 1936 : Une gueule en or de Pierre Colombier : Clara
- 1936 : Un mauvais garçon de Jean Boyer : Marie
- 1936 : Feu la mère de Madame de Germain Fried (court métrage)
- 1937 : Drôle de drame de Marcel Carné : Victory
- 1937 : La Belle de Montparnasse de Maurice Cammage
- 1937 : Le Chanteur de minuit de Léo Joannon : Solange Crépette
- 1937 : Ignace de Pierre Colombier : la serveuse
- 1938 : Prison sans barreaux de Léonide Moguy : la bonne
- 1938 : Gibraltar de Fedor Ozep : la manucure
- 1938 : Le Train pour Venise d'André Berthomieu : Berthe
- 1938 : Tricoche et Cacolet de Pierre Colombier : Virginie
- 1938 : Trois Artilleurs en vadrouille de René Pujol
- 1938 : Conflit de Léonide Moguy
- 1939 : Dédé la musique d'André Berthomieu
- 1939 : Le Grand Élan de Christian-Jaque : Mlle Fleuriot
- 1939 : Sixième Étage de Maurice Cloche : Berthe
- 1940 : Narcisse d'Ayres d'Aguiar
- 1940 : Monsieur Hector de Maurice Cammage : Suzanne
- 1940 : Miquette de Jean Boyer : Perrine
- 1940 : Soyez les bienvenus de Jacques de Baroncelli
- 1940 : Sérénade de Jean Boyer : Anny
- 1941 : Pontcarral, colonel d'Empire de Jean Delannoy
- 1942 : À la belle frégate d'Albert Valentin
- 1943 : Monsieur des Lourdines de Pierre de Hérain : Julie
- 1943 : Adieu Léonard de Pierre Prévert : la « poule »
- 1943 : L'Escalier sans fin de Georges Lacombe : la concierge
- 1943 : Le Bal des passants de Guillaume Radot
- 1943 : Paperasses de Jacques Lemoigne (court métrage)
- 1943 : Le mort ne reçoit plus de Jean Tarride : Mme Marchal
- 1944 : Farandole d'André Zwobada
- 1944 : Mademoiselle X de Pierre Billon
- 1945 : Christine se marie de René Le Hénaff : la femme de chambre
- 1945 : La Route du bagne de Léon Mathot : « Belles Mirettes »
- 1945 : J'ai dix-sept ans d'André Berthomieu : Louise
- 1945 : L'Invité de la onzième heure de Maurice Cloche
- 1945 : Dernier Métro de Maurice de Canonge
- 1945 : L'assassin n'est pas coupable de René Delacroix
- 1946 : Roger la Honte d'André Cayatte
- 1946 : le Chanteur inconnu d'André Cayatte : la bonne
- 1946 : L'Homme de la nuit de René Jayet : la télégraphiste
- 1946 : Triple enquête de Claude Orval
- 1946 : L'Amour autour de la maison de Pierre de Hérain
- 1946 : Une voix ordonnée de René Jayet (court métrage)
- 1947 : L'Homme traqué de Robert Bibal : la boulangère
- 1947 : Les Amants du pont Saint-Jean d'Henri Decoin : la parente du noyé
- 1947 : Carré de valets d'André Berthomieu : la concierge
- 1947 : Copie conforme de Jean Dréville : Mme Rodebois
- 1947 : L'Éventail d'Emil-Edwin Reinert
- 1947 : La Carcasse et le Tord-cou de René Chanas
- 1947 : Par la fenêtre de Gilles Grangier : la concierge
- 1947 : La Dame d'onze heures de Jean Devaivre : la concierge de l'hôtel
- 1947 : La Télévision, œil de demain de J.K Raymond-Millet (court métrage)
- 1948 : le Comédien de Sacha Guitry : la cuisinière
- 1948 : La Voix qui accuse de René Jayet (court métrage)
- 1949 : L'Auberge du péché de Jean de Marguenat
- 1949 : L'Atomique Monsieur Placido de Robert Hennion : Une comédienne
- 1949 : Nous avons tous fait la même chose de René Sti : Catherine
- 1949 : Miquette et sa mère d'Henri-Georges Clouzot : Noémie
- 1949 : Un fin limier de Georges Jaffé (court métrage)
- 1949 : Un coup dur de Jean Loubignac (court métrage)
- 1950 : Le Furet de Raymond Leboursier
- 1950 : Le Gang des tractions-arrière de Jean Loubignac : une folle
- 1950 : Justice est faite de André Cayatte : la bonne des Vaudrémont
- 1950 : La Peau d'un homme de René Jolivet
- 1951 : Deux Sous de violettes de Jean Anouilh
- 1953 : Le Chasseur de chez Maxim's d'Henri Diamant-Berger : Emma
- 1953 : Le Blé en herbe de Claude Autant-Lara : la marchande de poissons
- 1953 : Piédalu député de Jean Loubignac
- 1955 : Les Diaboliques d'Henri-Georges Clouzot
- 1955 : Le Dossier noir d'André Cayatte : la voisine
- 1957 : À la Jamaïque d'André Berthomieu
- 1957 : Charmants Garçons d'Henri Decoin : l'habilleuse
- 1958 : En cas de malheur de Claude Autant-Lara : la concierge d'Yvette
- 1959 : Messieurs les ronds-de-cuir d'Henri Diamant-Berger
- 1962 : Le Repos du guerrier de Roger Vadim : la vieille femme du train
- 1963 : La Porteuse de pain de Maurice Cloche : la concierge
- 1963 : L'assassin connaît la musique... de Pierre Chenal
- 1963 : Du grabuge chez les veuves de Jacques Poitrenaud : Mme Doche
- 1964 : Jean-Marc ou la Vie conjugale de André Cayatte : la locataire